# 졸업: 설월화 살인 게임
《졸업: 설월화 살인 게임》(卒業―雪月花殺人ゲーム 소츠교―세츠게츠카사츠진게므[*])는 히가시노 케이고의 추리소설이다. 카가 쿄이치로 시리즈 중 첫 번째 작품이자, 히가시노의 두 번째 장편 소설이다.

## 줄거리
국립 T 대학에 다니는 마키무라 쇼코가 방에서 살해된 채 발견된다. 경찰은 자살이라 판단하고 이에 초점을 맞추어 수사를 하지만, 의문점이 발견되어 또다른 가능성을 염두에 두고 수사에 임하게 된다. 그리고 쇼코의 죽음 이후로 가지게 된 설월화雪月花의식. 그 의식 속에서 차를 마셨던 가나이 나미카가 쓰러지고, 이 두 동기의 죽음에 대해 동기들은 의문을 가지고 추리를 시작하는데..

## 등장인물
카가 쿄이치로에 관해서는 카가 쿄이치로 시리즈#등장인물 참조
- 아이하라 사토코(相原沙都子)

문학부 국문학과 4학년. 카가가 사랑하는 여인. 도쿄 출판사에 취업한 상태.
- 가나이 나미카(金井波香)

문학부 국문학과 4학년. 검도부원.
- 도도 마사히코(藤堂正彦)

이공학부 금속공학과 4학년. 대학원에 진학할 예정.
- 마키무라 쇼코(牧村祥子)

문학부 영문학과 4학년. 도도의 연인.
- 와코 이사미(若生勇)

4학년. 테니스부원. 학생운동 전력이 있는 형이 있다.
- 이자와 하나에(井沢華江)

문학부 국문학과 4학년. 와코의 연인.
이상 여섯명과 카가는 고등학교 시절부터 친구 관계이다.
- 미나미사와 마사코(南沢雅子)

카가 쿄이치로와 그 친구들의 은사로 현재는 정년퇴직했다.
- 미시마 료코(三島亮子)

S대학 검도 선수. 카가에게 호감을 갖고 있다.
- 후루카와 도모코(古川智子)

쇼코 옆방의 3학년.
- 사야마(佐山)
- 야마시타(山下)
- 데라츠카(寺塚)
- 마츠바라(松原)
- 야구치(矢口)
- 가나이 소키치(金井惣吉)
- 가가의 아버지